# The Missing (serie televisiva)
The Missing è una serie televisiva antologica del 2014, prodotta per il canale britannico BBC One e per il canale statunitense Starz.
La serie, la cui prima stagione è stata accolta da recensioni molto positive, è una co-produzione internazionale di società indipendenti, per lo più britanniche. Ha esordito il 28 ottobre 2014 su BBC One, mentre il 15 novembre 2015 su Starz. In Italia, viene trasmessa da Giallo a partire dal 19 ottobre 2015.

## Trama

### Prima stagione
Nell'estate del 2006, durante i campionati mondiali di calcio, Tony ed Emily Hughes, una coppia di coniugi inglese, si reca per una breve vacanza nel nord della Francia con il figlio Oliver, di 5 anni. Non molto tempo dopo essere entrati in territorio francese, la loro auto ha un guasto che li costringe a pernottare in una piccola città. Qui Oliver scompare mentre era in compagnia del padre, il quale lo perde di vista per pochi istanti, in un locale affollato in cui i presenti sono tutti distratti dalla partita di calcio trasmessa in tv. Otto anni dopo Oliver non è ancora stato ritrovato, la polizia ha smesso di occuparsene, Tony ed Emily hanno divorziato. Lei ha provato a rifarsi una vita, formando una nuova famiglia, mentre lui non ha mai smesso di cercare il figlio. L'avvistamento di una sciarpa appartenuta al bambino fa emergere una nuova traccia; Julien Baptiste, il detective, ora pensionato, che conduceva le indagini nel 2006, lo aiuta a mettere insieme i pezzi mentre la polizia riapre ufficialmente il caso.

### Seconda stagione
Eckhausen, Germania. Nel 2003, Alice Webster, figlia dei coniugi Sam e Gemma Webster scompare. 11 anni dopo, nel 2014, Alice ritorna e sviene nel bel mezzo della piazza centrale della cittadina. Una volta giunti i soccorsi, la ragazza nomina Sophie Giroux, una ragazza francese scomparsa più o meno nello stesso periodo. La polizia tedesca contatta immediatamente Julien Baptiste, che aveva guidato le indagini sulla scomparsa di Sophie anni prima. Non appena il detective incontra la ragazza crede che quella ad essere tornata non sia Alice bensì Sophie. Deciso a dimostrare questa sua convinzione spinge l'indagine ben oltre i suoi limiti.

## Episodi
| Stagione         | Episodi | Prima TV Regno Unito | Prima TV Italia |
| ---------------- | ------- | -------------------- | --------------- |
| Prima stagione   | 8       | 2014                 | 2015            |
| Seconda stagione | 8       | 2016                 | 2017            |

## Personaggi e interpreti

### Prima stagione
Personaggi principali
- Tony Hughes, interpretato da James Nesbitt.
- Emily Hughes, interpretata da Frances O'Connor.
- Julien Baptiste, interpretato da Tchéky Karyo.
- Ian Garrett, interpretato da Ken Stott.
- Mark Walsh, interpretato da Jason Flemyng.
- Khalid Ziane, interpretato da Saïd Taghmaoui.
- Laurence Relaud, interpretata da Émilie Dequenne.
- Vincent Bourg, interpretato da Titus De Voogdt.
- Malik Suri, interpretato da Arsher Ali.

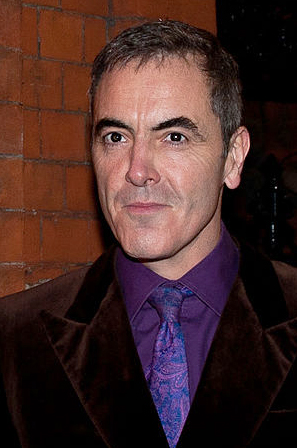
James Nesbitt interpreta Tony Hughes
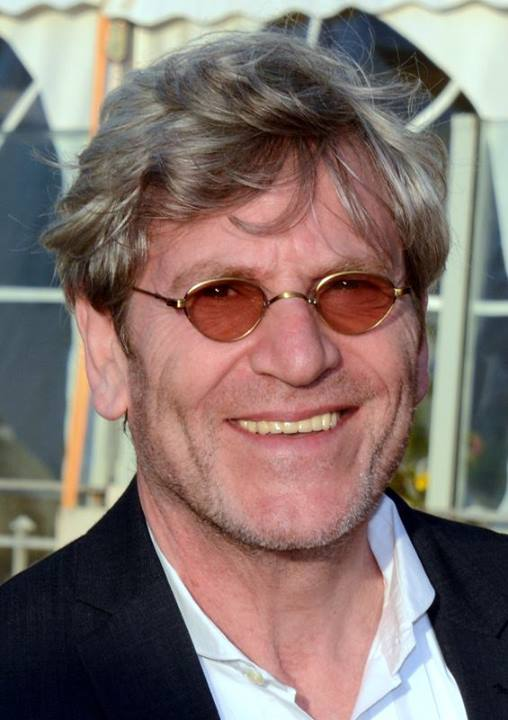
Tchéky Karyo interpreta Julien Baptiste
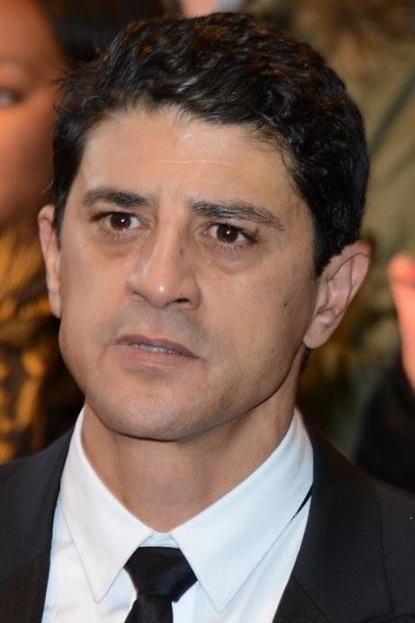
Saïd Taghmaoui interpreta Khalid Ziane
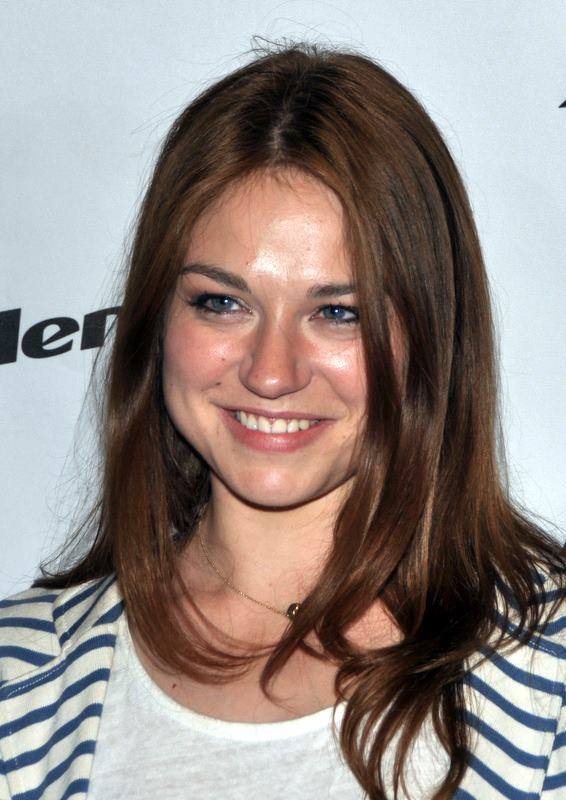
Émilie Dequenne interpreta Laurence Relaud

Personaggi secondari
- Oliver Hughes, interpretato da Oliver Hunt.
- Georges Deloix, interpretato da Eric Godon.
- Sylvie Deloix, interpretata da Astrid Whettnall.
- Alain Deloix, interpretato da Jean-François Wolff.
- Rini Dalca, interpretata da Anamaria Marinca.
- Karl Sieg, interpretato da Johan Leysen.
- Celia Baptiste, interpretata da Anastasia Hille.
- Mary Garrett, interpretata da Diana Quick.
- Camille Schotte, interpretata da Sara Baptiste.

### Seconda stagione
- Sam Webster, interpretato da David Morrissey.
- Gemma Webster, interpretata da Keeley Hawes.
- Alice Webster, interpretata da Abigail Hardingham.
- Matthew Webster, interpretato da Jake Davies.
- Julien Baptiste, interpretato da Tchéky Karyo.
- Celia Baptiste, interpretata da Anastasia Hille.
- Adam Stone, interpretato da Roger Allam.
- Eve Stone, interpretata da Laura Fraser.
- Nadia Herz, interpretata da Lia Williams.
- Jorn Lenhart, interpretato da Florian Bartholomäi.
- Daniel Reed, interpretato da Daniel Ezra.

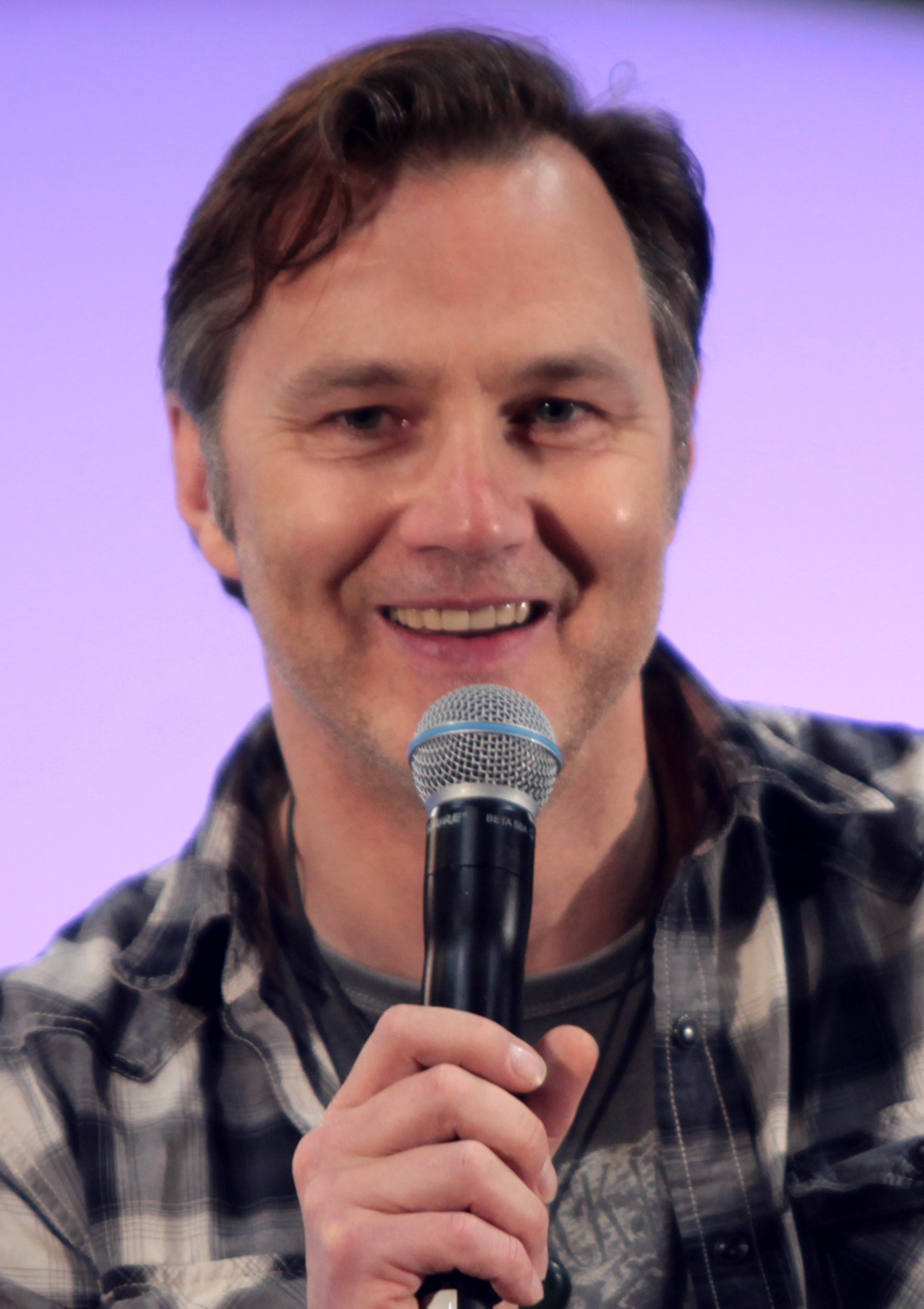
David Morrissey interpreta Sam Webster
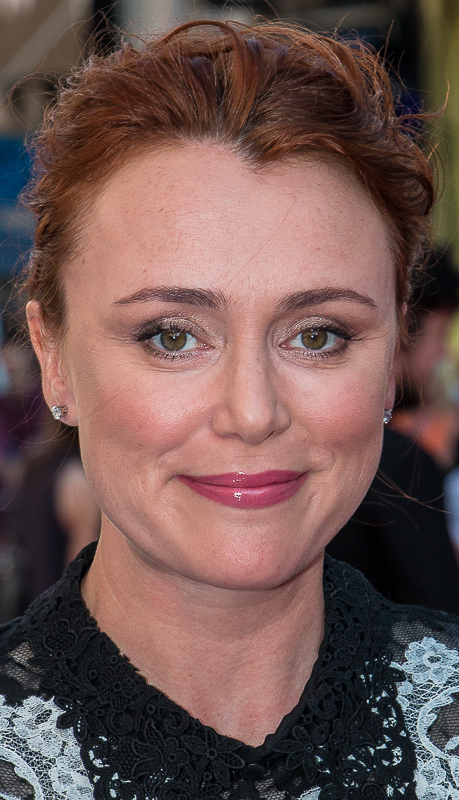
Keeley Hawes interpreta Gemma Webster
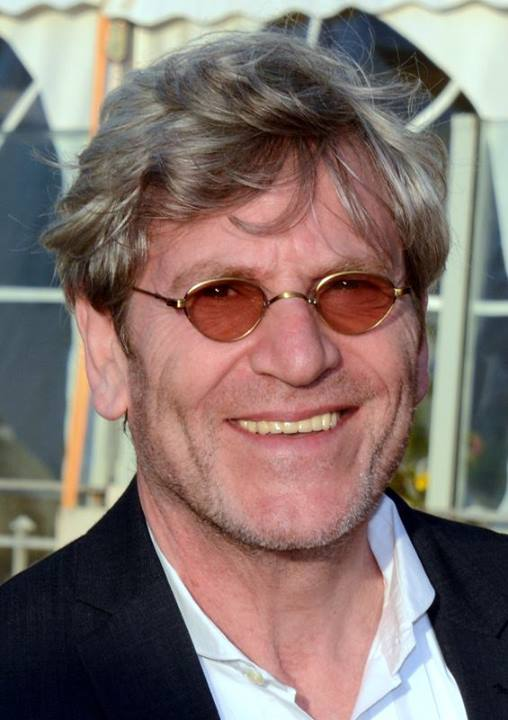
Tchéky Karyo interpreta Julien Baptiste

## Produzione
The Missing, in fase di produzione nota anche con il titolo Breakdown, è una serie realizzata dalle case di produzioni indipendenti britanniche New Pictures, Two Brothers Pictures e Company Pictures, in collaborazione con la statunitense Playground ed alcune basate in Belgio, dove è stata girata la prima stagione, tra cui Czar TV e l'emittente pubblica Vlaamse Radio-en Televisieomroep. La sceneggiatura della prima stagione è stata scritta da Harry Williams e Jack Williams, mentre la regia è stata curata da Tom Shankland.
Ambientata per lo più in Francia, la trama della prima stagione racconta sia le vicende che coinvolgono i protagonisti nel passato, subito dopo la scomparsa del bambino, che gli sviluppi nel presente. Le riprese hanno avuto luogo principalmente nella cittadina belga di Huy dal mese di marzo 2014.
Il 16 dicembre 2014 Starz e BBC hanno ordinato una seconda stagione della serie, anch'essa da otto episodi, la quale sarà incentrata su un nuovo caso poliziesco con nuovi personaggi e location.

## Riconoscimenti
- 2015: Golden Globe[7]
  - Nomination Best TV Movie or Mini-Series
  - Nomination Best Actress in a Mini-Series or TV Movie (Frances O'Connor)
- 2015: Emmy Awards[8]
  - Nomination Outstanding Music Composition For A Limited Series, Movie Or A Special (Original Dramatic Score)
  - Nomination Outstanding Directing For A Limited Series, Movie Or A Dramatic Special (Tom Shankland)